# Вересочь (река)
Вересочь (укр. Вересоч) — река в Черниговской области Украины, левый приток Десны, бассейн Днепра.
Берёт начало из болот южнее села Дроздовка. Долина реки шириной 2 км, глубина 10 м. Судоходная пойма двусторонняя, шириной 50 метров. Речище слабоизвилистое, ширина 2 м, в низовье достигает 10—13 метров. Уклон 0,26 м/км. Питание смешанное — снеговое, дождевое и грунтовое. Замерзает в конце ноября, вскрывается в начале марта. Русло преимущественно отрегулировано: сооружено 4 шлюза двустороннего действия. В долине реки дренажно-оросительная система. Воду реки Вересочь используют и для сельскохозяйственных нужд.
Вересочь соединяется справа с рекой Остёр посредством канала Смолянка. Притоки: Багачка.